# Station Yerres
Station Yerres is een spoorwegstation aan de spoorlijn Paris-Lyon - Marseille-Saint-Charles. Het ligt in de Franse gemeente Yerres in het departement Essonne (Île-de-France).

## Geschiedenis
Het station is in 1951 geopend.

## Ligging
Het station ligt op kilometerpunt 19,064 van de spoorlijn Paris-Lyon - Marseille-Saint-Charles.

## Diensten
Het station wordt aangedaan door verschillende treinen van de RER D:
- Tussen Creil/Orry-la-Ville - Coye en Melun
- Tussen Paris Gare de Lyon en Melun

## Vorige en volgende stations
| Richting                         | Vorig station      | Lijn  | Volgend station | Richting |
| -------------------------------- | ------------------ | ----- | --------------- | -------- |
| Creil D3 Orry-la-Ville - Coye D1 | Montgeron - Crosne | RER D | Brunoy          | Melun D2 |
| Paris Gare de Lyon               | Montgeron - Crosne | RER D | Brunoy          | Melun D2 |